# Elliptio dilatata
Elliptio dilatata är en musselart som först beskrevs av Rafinesque 1820.  Elliptio dilatata ingår i släktet Elliptio och familjen målarmusslor. IUCN kategoriserar arten globalt som livskraftig. Inga underarter finns listade i Catalogue of Life.

## Bildgalleri

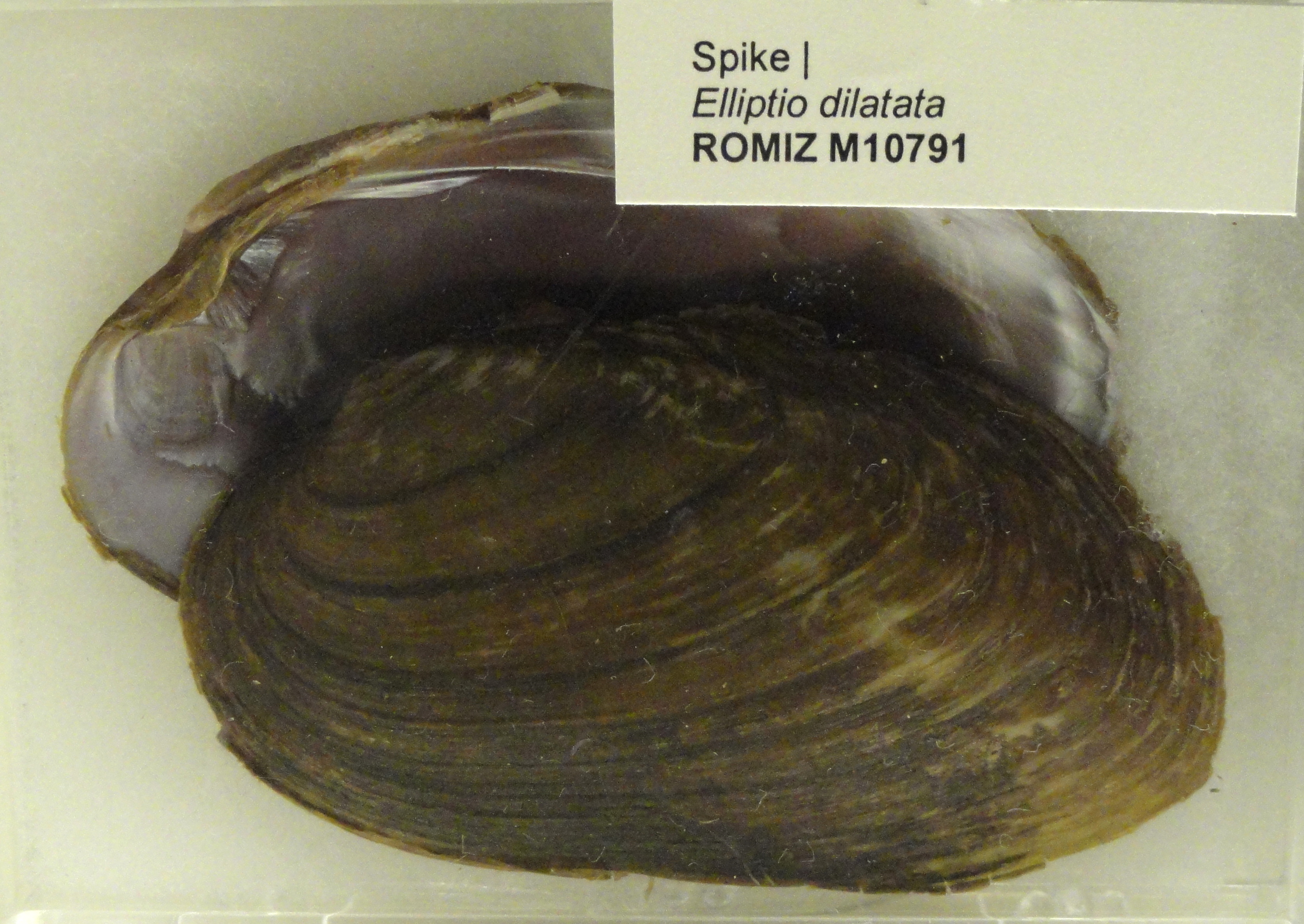
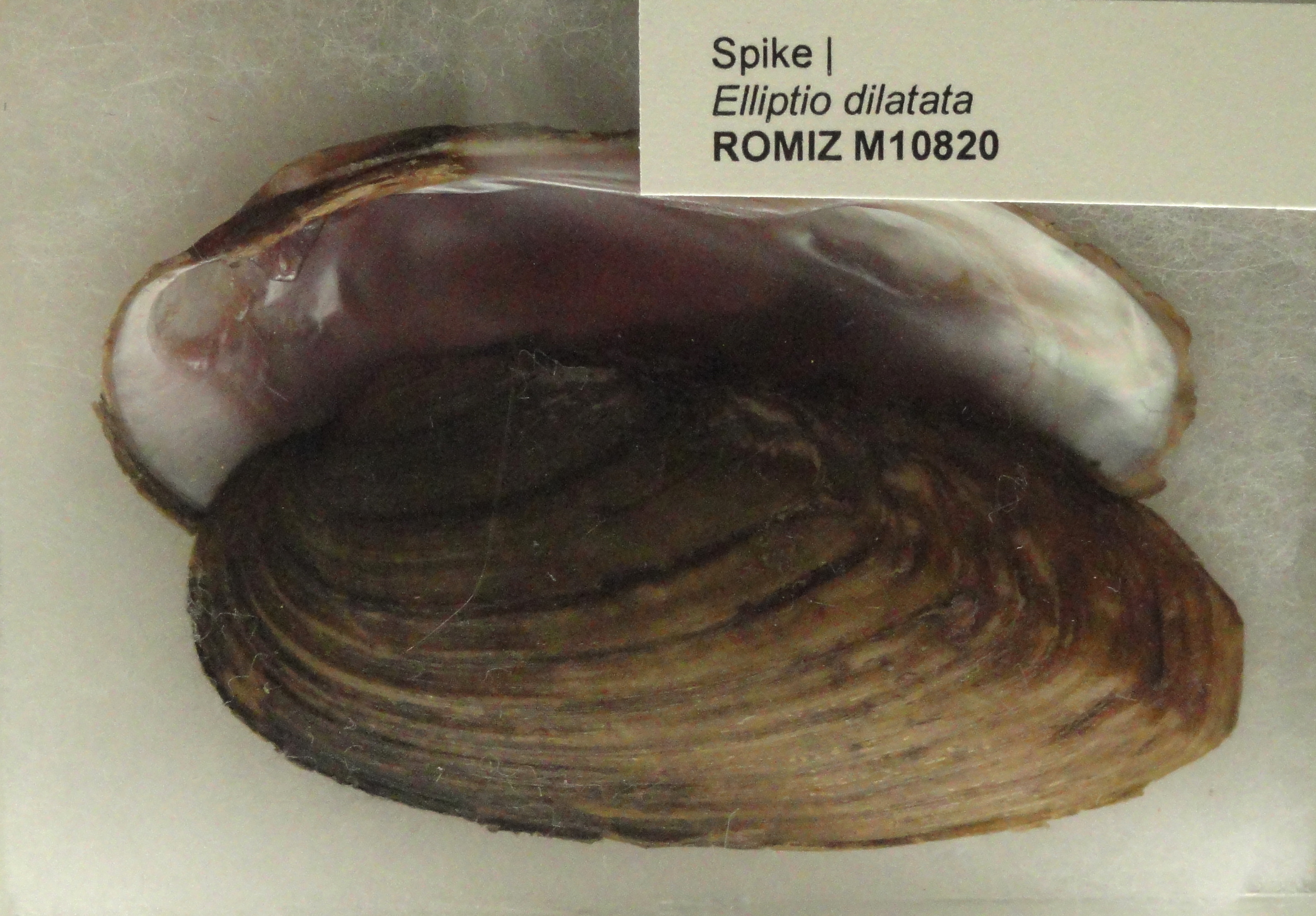